# Ancienne église Saint-André de Souvignargues
L'ancienne église Saint-André de Souvignargues est une église romane en ruines située à Souvignargues dans le département français du Gard en région Occitanie.

## Localisation
L'église se dresse isolée dans la campagne à 600 mètres au nord-est du village. On y accède par le chemin de Saint-Étienne qui prend son départ au parking situé près de l'ancien lavoir à la sortie du village sur la route menant à Montpezat.

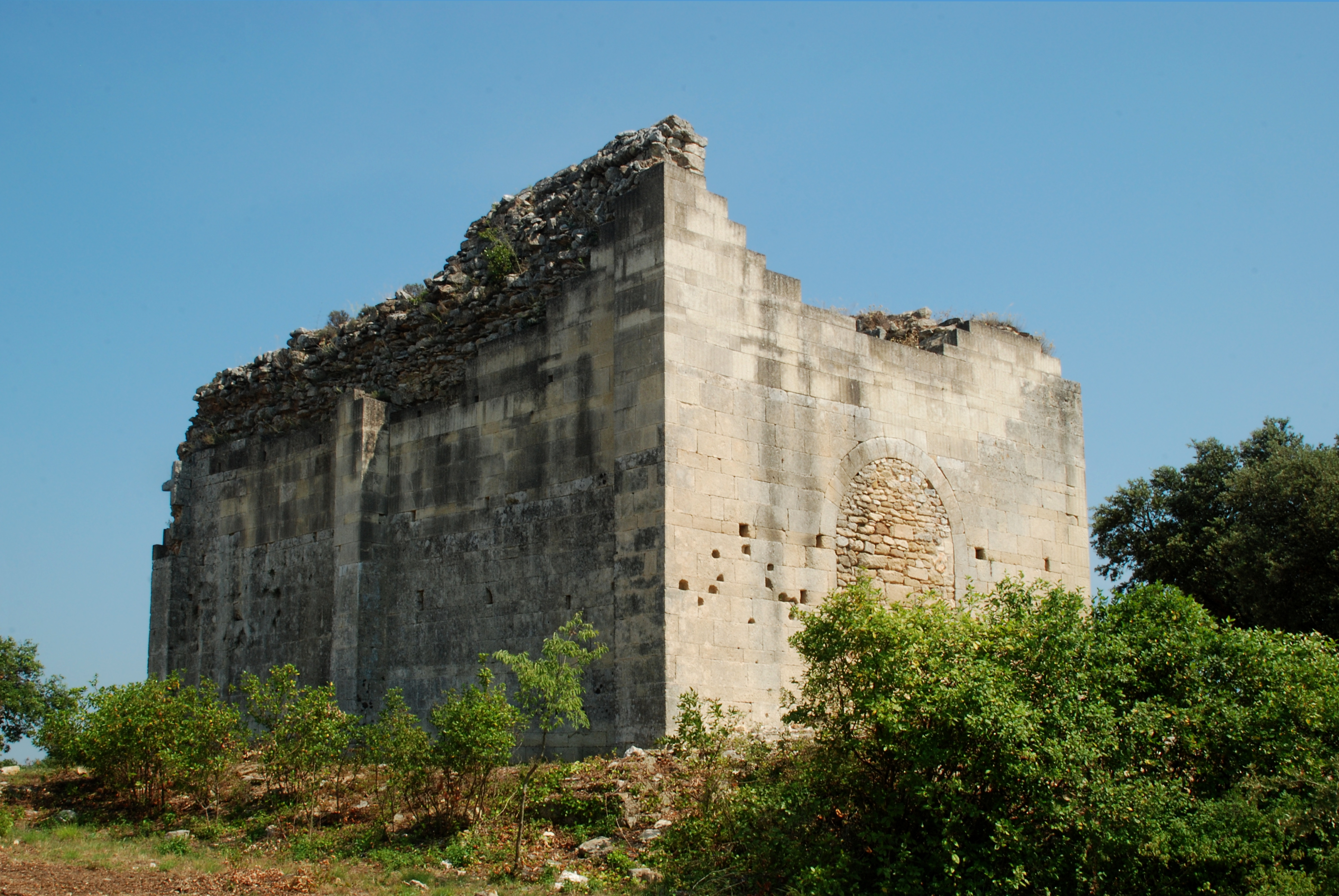
Les façades septentrionale et occidentale.

## Historique
Souvignargues est mentionné en 1031 dans le cartulaire de la cathédrale de Nîmes sous le nom d'In terminium Sancti-Andreæ de Silvagnanicus, in ripa de Aqua-Lata in comitatu Nemausensis. Environ un siècle plus tard, il apparaît dans le cartulaire de l'abbaye de Psalmody sous les noms de Villa Salviniaca en 1123 et de Salviananegues en 1125.
L'église Saint-André est construite au XIIe siècle.
Souvignargues est mentionné en 1582 avec Escattes sous le nom de Savinhargues et Escatte, viguerie de Sommières. Il faisait partie de la viguerie et de l'archiprêtré de Sommières, dans le diocèse de Nîmes.

## Statut patrimonial
L'église Saint-André de Souvignargues fait l'objet d'une inscription au titre des monuments historiques depuis le 6 décembre 1949 comme l'église Saint-Étienne d'Escattes située également sur le territoire de la commune.
Elle a fait l'objet durant les années 1990 d'une première campagne de restauration partielle menée par les « Amis de l'église Saint-André ». Depuis 15 ans, ces travaux ont été arrêtés.
Il est surprenant d'ailleurs que les diverses municipalités qui se sont succédé depuis 1949 n'aient pas jugé opportun de sauvegarder l'existant. Les interventions des « Amis de l'église Saint-André » ont permis de maintenir une conservation mais, vu l'état actuel, il est à craindre que ce témoin du passé ne disparaisse totalement.

## Architecture extérieure
L'église, dont la toiture a disparu, est édifiée en pierre de taille, avec quelques réfections effectuées en moellon.
Elle est caractérisée par un appareil en opus monspeliensis.
Le chevet semi-circulaire est orné de fines colonnettes et repose sur un soubassement assez important qui vise à rattraper la différence de relief.
La façade méridionale, soutenue par trois contreforts dont un est détruit, est percée d'une fenêtre et d'une porte au-dessus de laquelle on aperçoit encore les traces d'un auvent ou d'un porche.
La façade occidentale présente une porte en plein cintre murée au moyen de moellons.

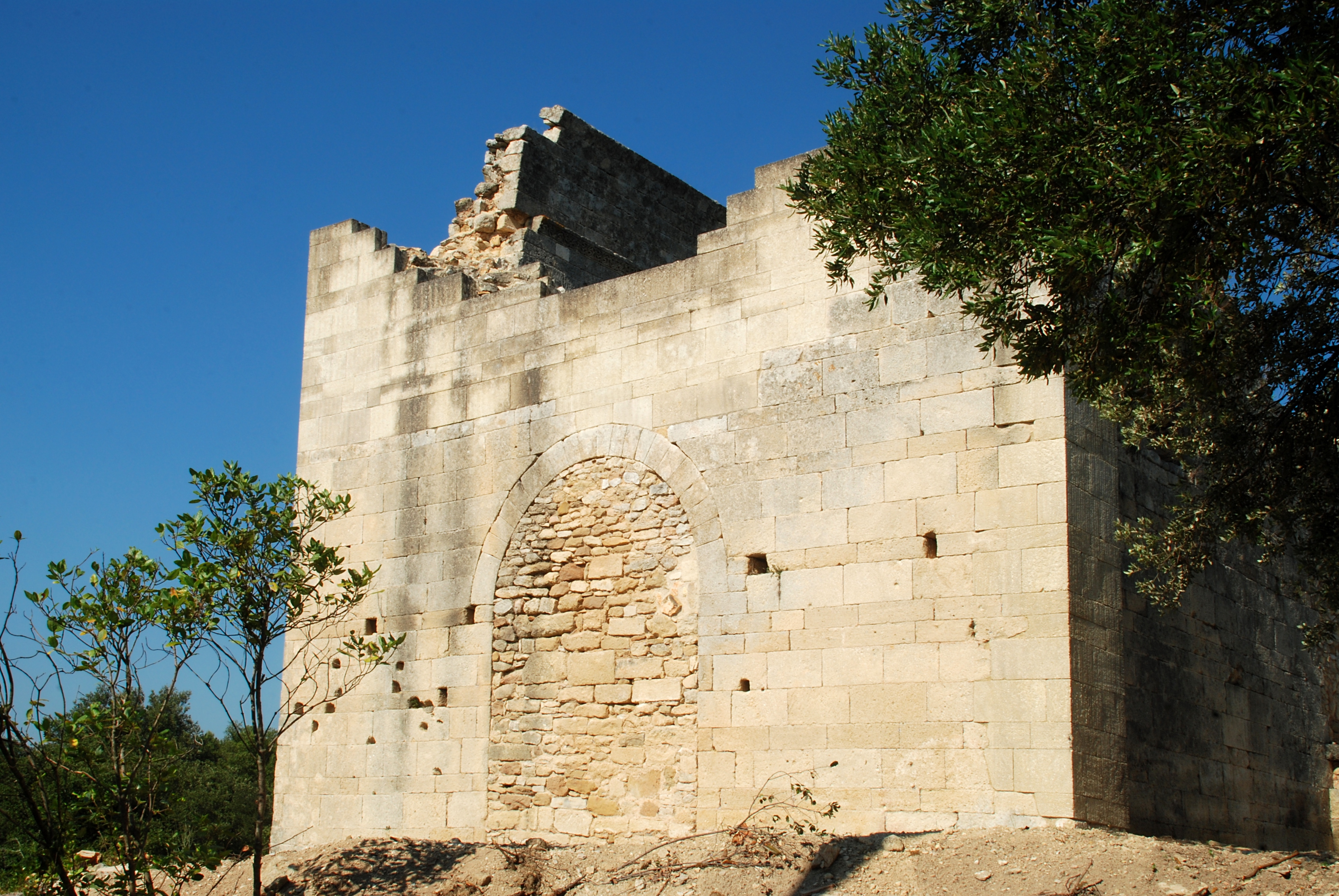
La façade occidentale.
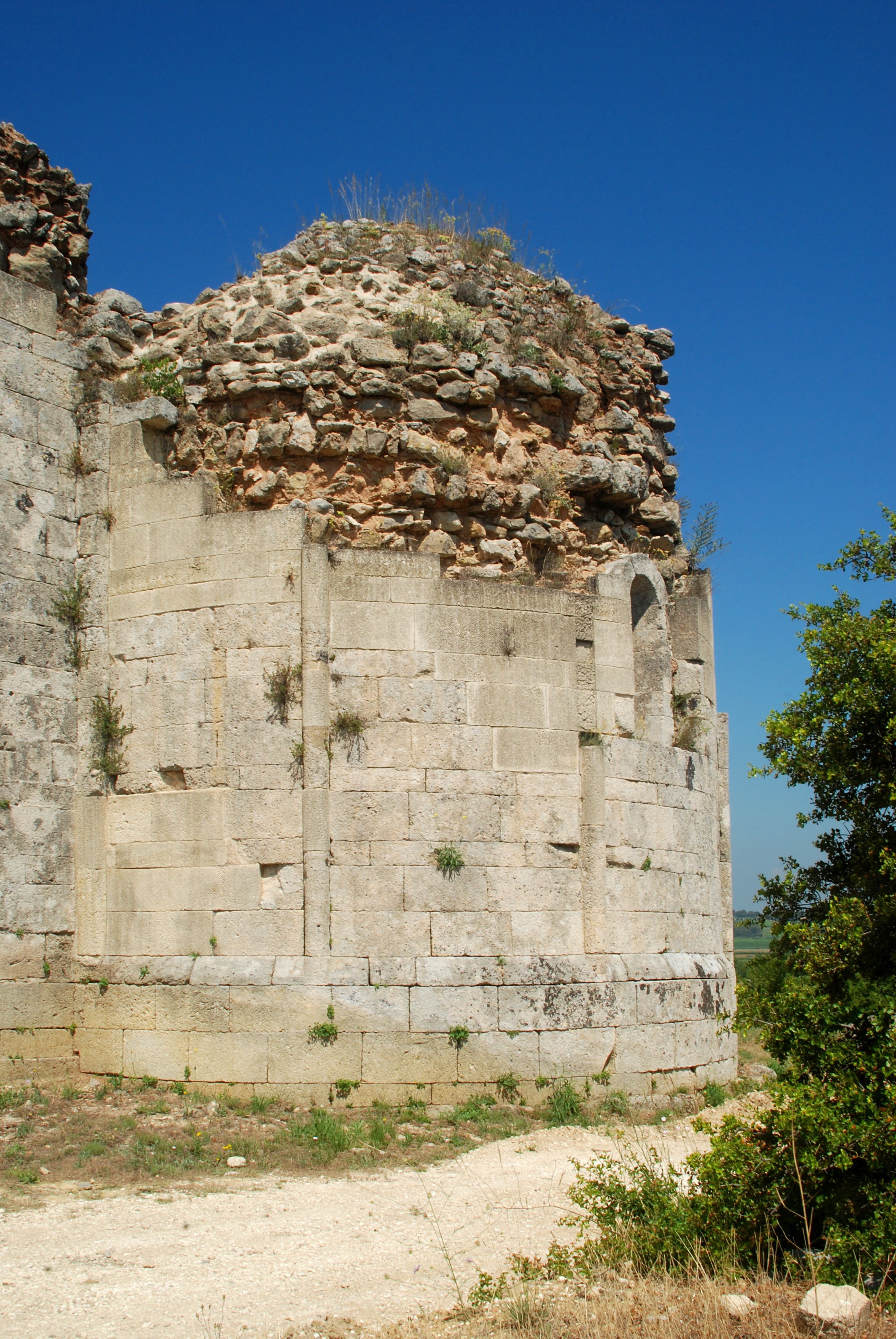
Le chevet.
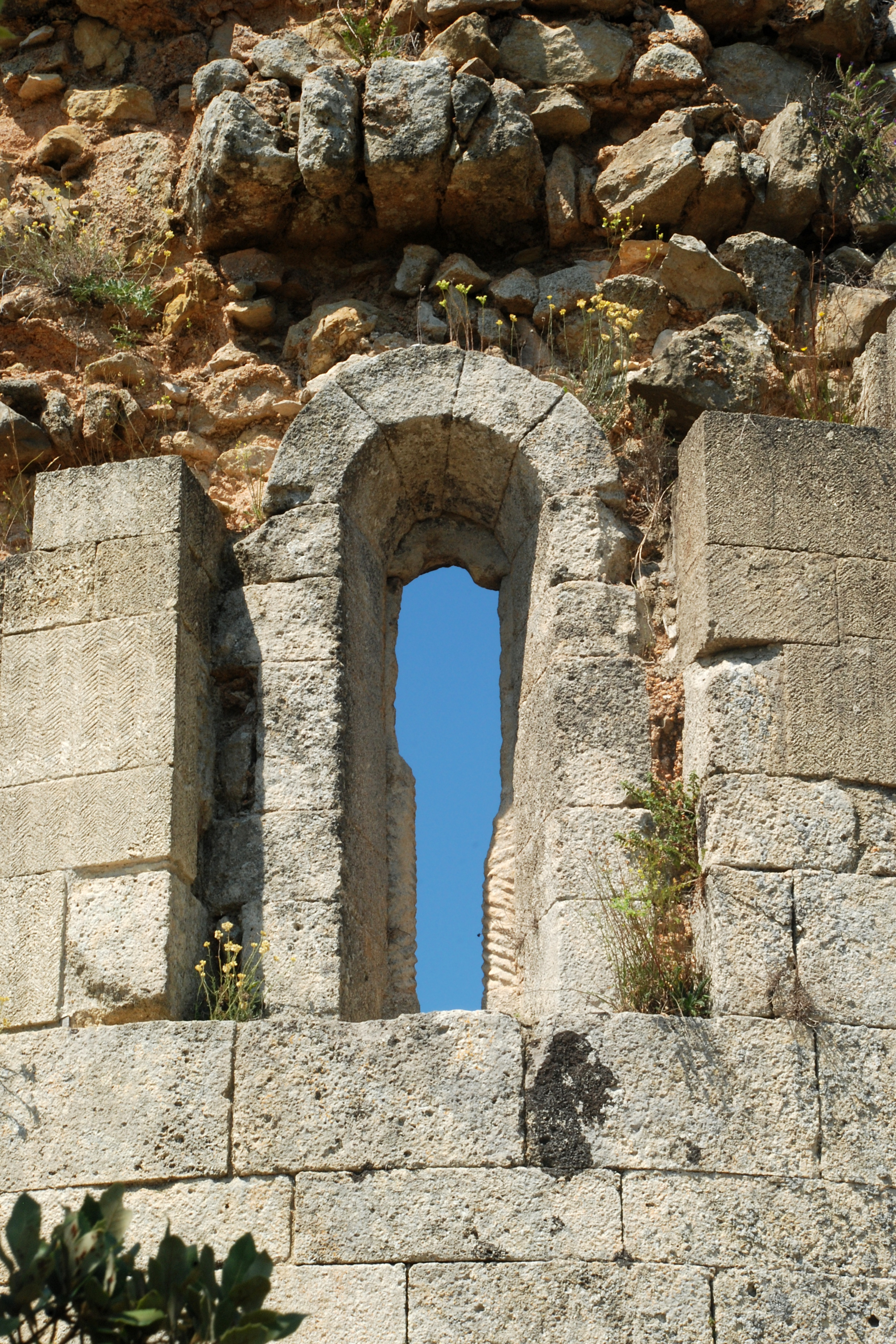
La fenêtre absidiale.

## Architecture intérieure

### L'abside

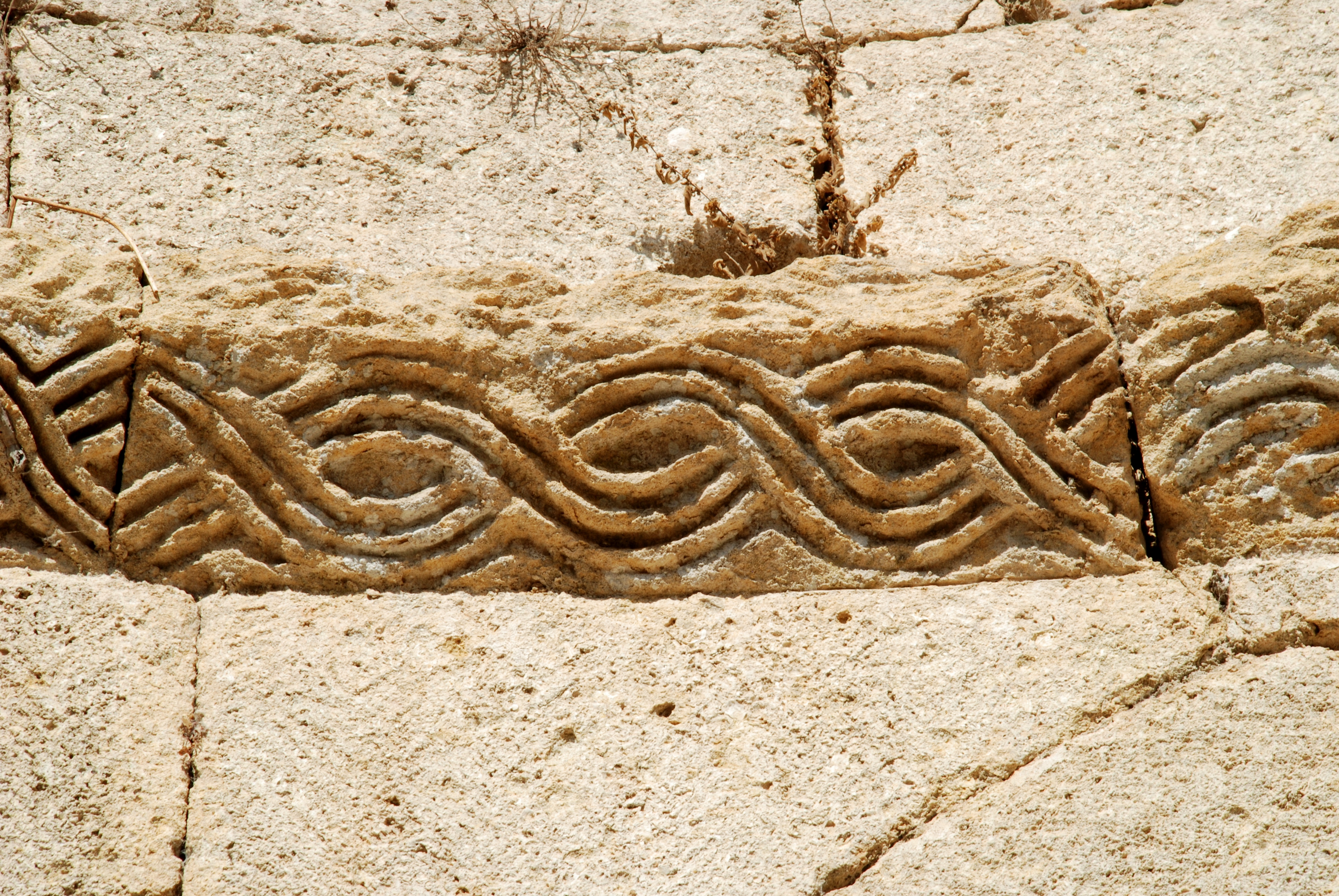
Frise de tresses décorant la corniche de l'abside.

L'abside possède une voûte en cul-de-four et est ornée d'une corniche décorée d'une frise de tresses dans sa partie gauche et d'une frise de feuilles d'acanthe dans sa partie droite.
La corniche se prolonge de part et d'autre de l'abside sur les pilastres qui soutenaient jadis l'arc triomphal.
L'abside est percée d'une fenêtre à double ébrasement surmontée d'un arc torique (boudin) qui se termine en retombée sur des culs-de-lampe dont l'un à figure anthropomorphe existe encore. En l'était actuel, cette abside formant l'ancien chœur possède une profondeur de 3,20 mètres pour l'abside en cul-de-four et 6,60 mètres pour la totalité au niveau des colonnes qui soutenaient l'arc triomphal, la hauteur au sommet de la voûte en cul-de-four atteint 7,30 mètres.

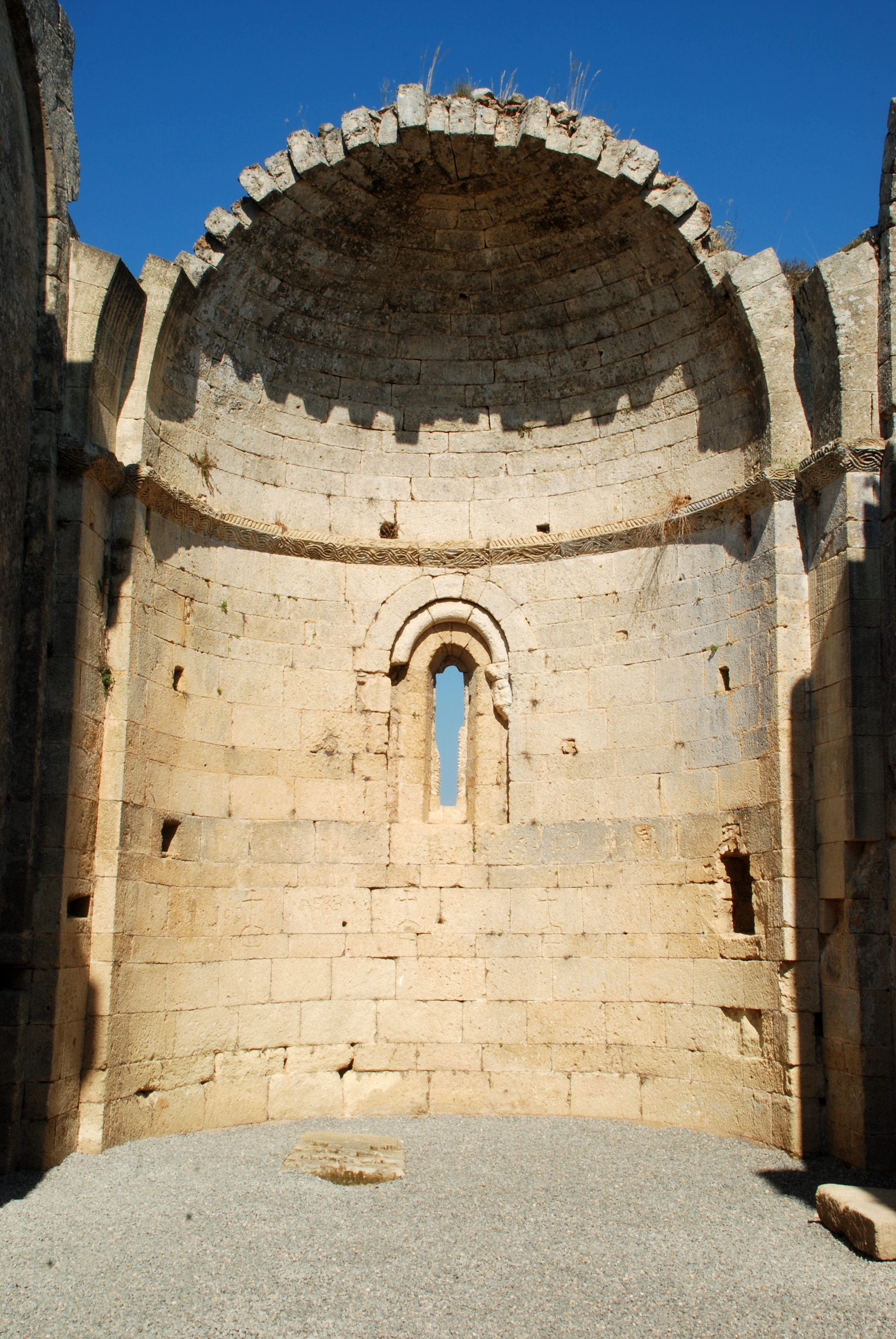
L'abside.
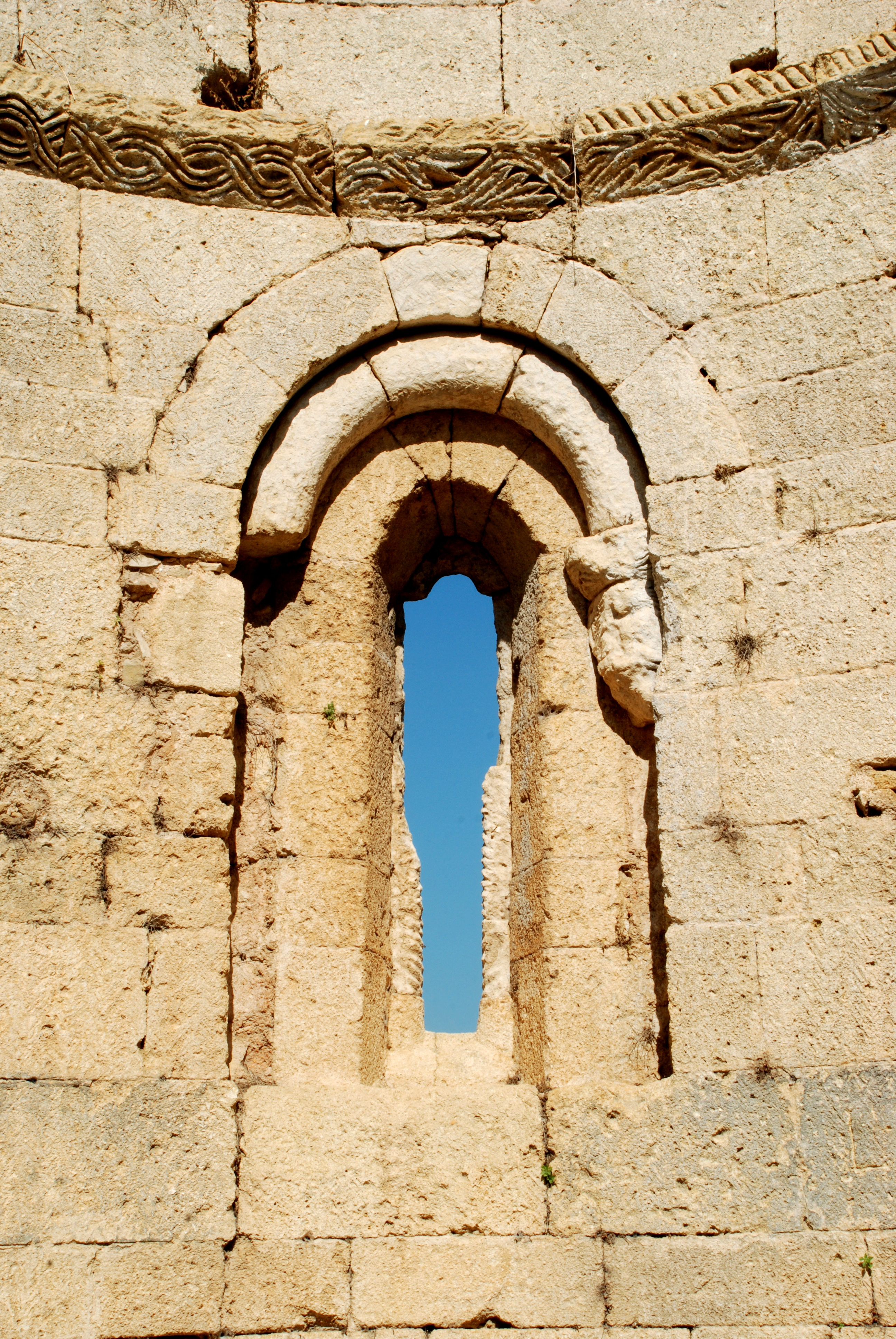
La fenêtre absidiale.
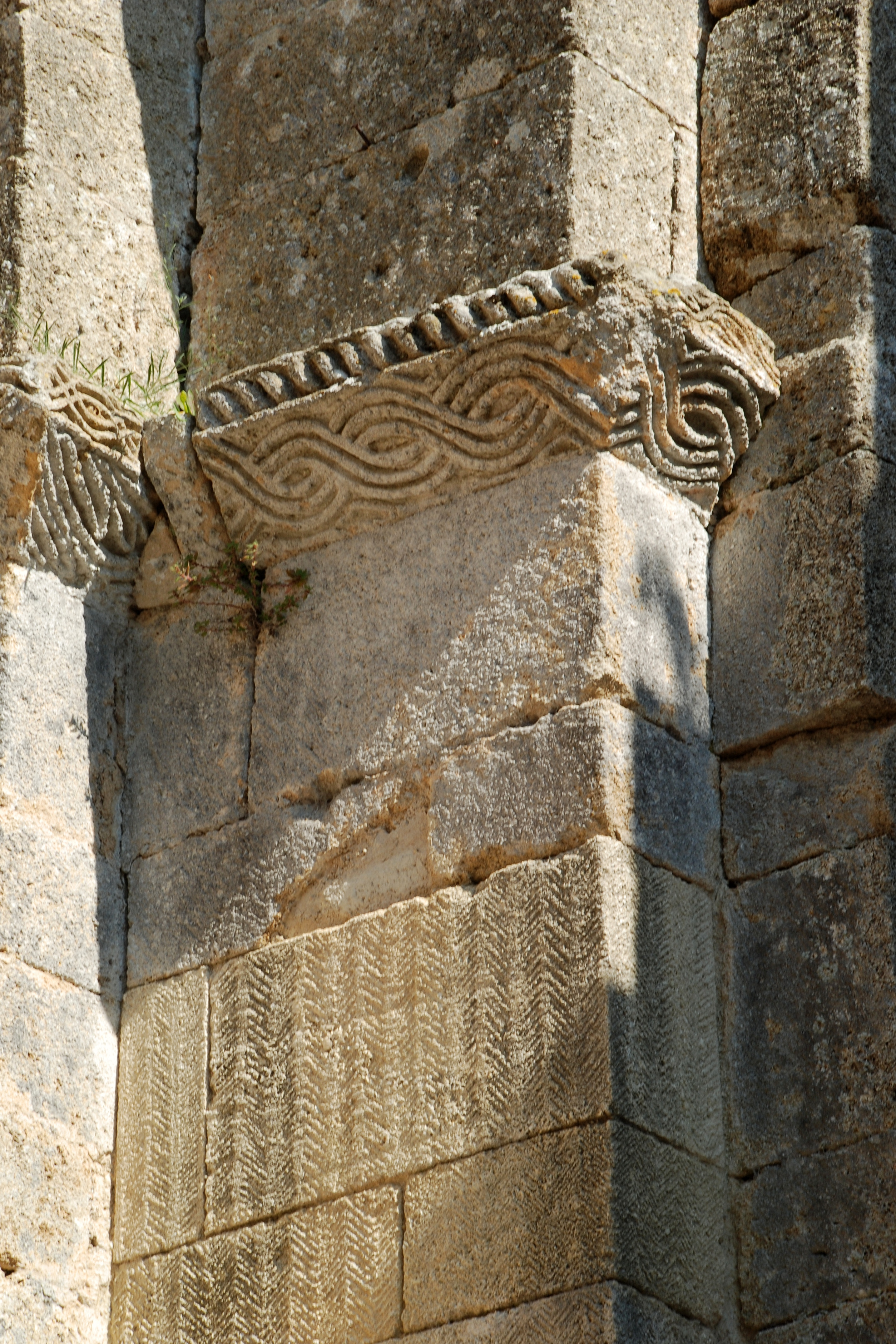
Pilastre de l'arc triomphal.

### La nef
La nef, mesurant 5,80 mètres de large pour un peu plus de 14 mètres de longueur, n'a plus ni toiture ni pavement : le sol est recouvert de gravier qui cache un tissu géo-textile.
Les murs de la nef sont surmontés d'une corniche ornée d'une frise de feuilles d'acanthe.
Ils sont rythmés par des colonnes engagées ornées, à leur base, d'un triple anneau torique et, à leur sommet, d'un chapiteau dont l'astragale est torsadée et la corbeille de feuilles d'acanthe et d'un motif soit anthropomorphe soit géométrique. En l'état actuel, cette corniche se trouve à 7,50 mètres au-dessus du niveau du sol de la nef et marque le départ de la voûte en berceau disparue dont seule une légère amorce persiste.

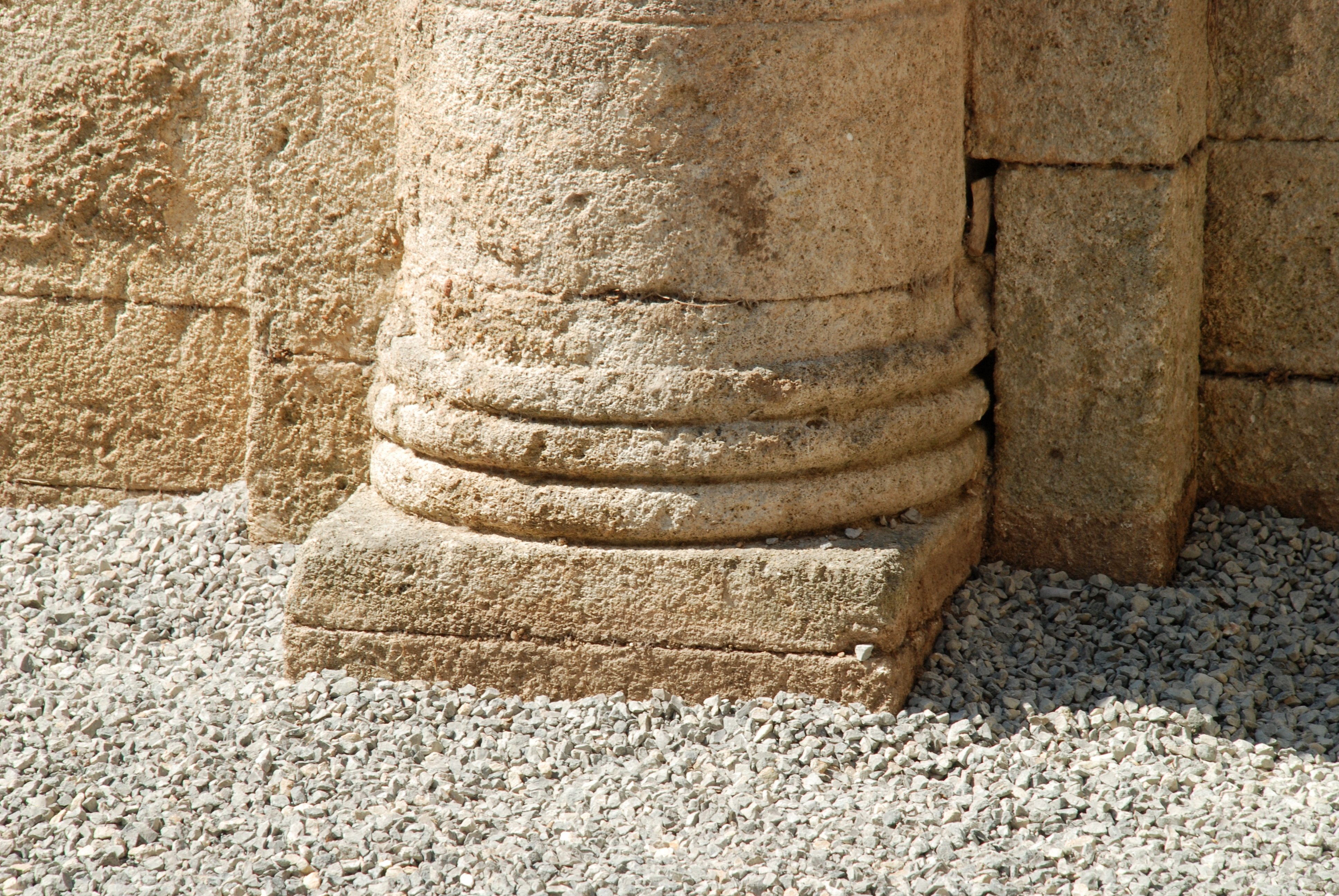
Base de colonne avec triple anneau torique.
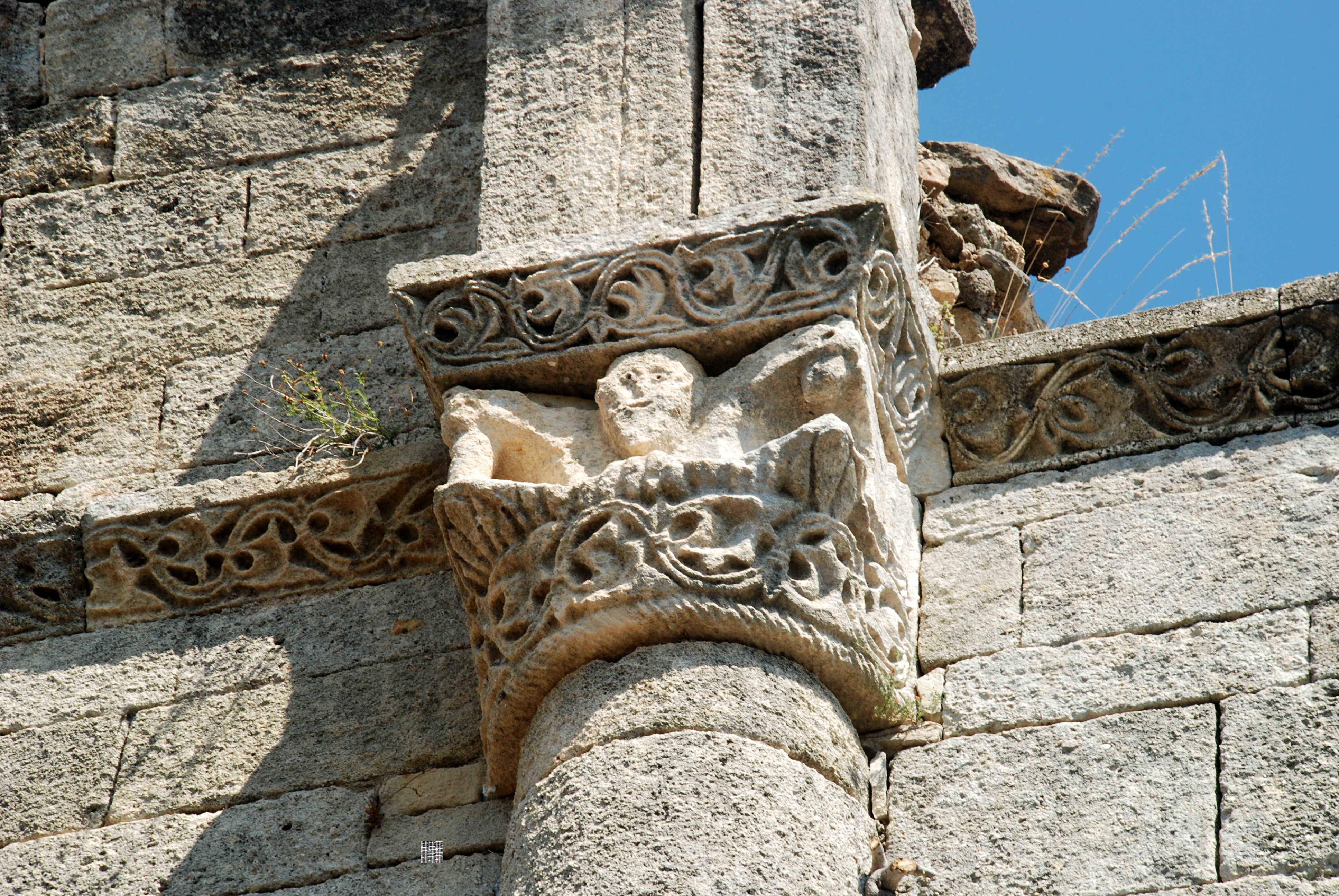
Chapiteau anthropomorphe et corniche à feuilles d'acanthe.

### Le narthex
La nef se termine à l'ouest par un narthex qui supportait probablement un clocher-tour aujourd'hui disparu. Ce narthex de style gothique à voûtement quadripartite de style ogival et non roman est donc une modification postérieure. Cette voûte culmine, en l'état actuel, à 4,15 mètres. À noter les nombreux aménagements successifs au niveau de cette travée dont la transformation probable en chapelle dédicatoire après rebouchage de la grande porte ouest au moyen de moellons et l'aménagement d'un autel dont les soubassements sont encore visibles. Par ailleurs, à l'étage devait se trouver une tribune éclairée au sud par une baie cintrée et certainement par une rose ou baie aujourd'hui disparue (façade ouest très écrêtée).